# مورمونية
المورمونية (Mormonism) هي عقيدة مسيحية دينية سائدة منبثقة من حركة قديسي الأيام الأخيرة. أسس هذه الحركة جوزيف سميث الابن في بداية عام 1820، وكانت تأخذ شكل المسيحية الأولى. في الفترة ما بين 1830 و1840، بدأت المورمونية تدريجيًّا بتمييز نفسها عن مذهب البروتستانية التقليدي. تُعد المورمونية اليوم عقيدة جديدة غير بروتستانتية، ولقد أُوعز لسميث بنشر تعاليم الدين الجديد في أربعينيات القرن التاسع عشر. عقب موت سميث، اختار معظم المورمون بريغام يونغ ليكون رئيسًا لهم. ولقد توجه بريغام بهم نحو جبال روكي حيث أطلقوا على أنفسهم اسم أتباع كنيسة يسوع المسيح لقديسي الأيام الأخيرة (LDS Church). وتفرع من المورمونية عدد من الطوائف المستقلة صغيرة العدد، ومن أشهرها المورمونية الأصولية (Mormon fundamentalism) التي تسعى للحفاظ على الممارسات والمعتقدات كما هي مثل تعدد الزوجات الذي منعت ممارسته كنيسة يسوع المسيح لقديسي الأيام الأخيرة.
تُشتق كلمة مورمون من أحد أسماء الكتب المقدسة ألا وهو كتاب مورمون. وبالتالي كانوا الأتباع الأوائل لـجوزيف سميث يسموا المورمون، أما عقيدتهم فكانت تسمى المورمونية. لم يلق المصطلح أي ترحيب في بداية الأمر، ولكنه حظي بمكانه عند المورمون بعد ذلك (رغم تفضيلهم للمصطلحات الأخرى مثل قديس الأيام الأخيرة، أو قديسي الأيام الأخيرة).
تشترك المورمونية مع باقي مذاهب حركة قديسي اليوم الأخير في مجموعة من المعتقدات والممارسات من ضمنها استخدام الكتاب المقدس والإيمان به، وببعض النصوص الدينية الأخرى مثل كتاب مورمون وكتاب المبادئ والعهود (Doctrine and Covenants). وتؤمن أيضًا بكتاب الخريدة النفيسة (Pearl of Great Price) كجزء من الكتاب المقدس. وقد غرست العقيدة على مدار التاريخ الإيمان بالزواج الأبدي، والاستمرارية الأبدية  وتعدد الزوجات (رغم أن الكنيسة قد منعت تعدد الزوجات في بداية القرن العشرين). المورمونية الثقافية هي عبارة عن نمط حياة تروج له مؤسسات المورمون، وتشتمل على مصطلح مورمون ثقافي الذي يعني أن يكون المورمون على دراية بالثقافة الدينية ولكن لا يمارس الشعائر.

## الملاحظات
1. ↑  The second-largest Latter Day Saint denomination, the Reorganized Church of Jesus Christ of Latter-day Saints, since 2001 called "Community of Christ", does not describe itself as Mormon, but instead follows a Trinitarian Christian restorationist theology, and also considers itself Restorationist in terms of Latter-day Saint doctrine. In reference to Latter Day Saint denominations like the Community of Christ, the AP Stylebook states, "The term Mormon is not properly applied to the other Latter Day Saints churches that resulted from the split after [Joseph] Smith's death." "Style Guide – The Name of the Church". LDS Newsroom. مؤرشف من الأصل في 2012-01-25. اطلع عليه بتاريخ 2011-11-11. However, the term Mormon is often used to refer to adherents of Mormon fundamentalism.
2. ↑  Terms used in the LDS Restorationist movement ReligiousTolerance.org نسخة محفوظة 14 نوفمبر 2017 على موقع واي باك مشين.
3. ↑  M. Russell Ballard (أكتوبر 2011)، The Importance of a Name، مؤرشف من الأصل في 2019-05-10

## وصلات خارجية
- PBS: Frontline + American Experience: Mormons—PBS special on Mormon belief
- Patheos + Mormonism—Patheos.com. Mormonism Origins, Mormonism History, Mormonism Beliefs
- "Religions: Mormonism" – بي بي سي